# Alois Alzheimer
Pour les articles homonymes, voir Alzheimer.
Alois Alzheimer, prononcé en allemand [ˈaː.lo.ˌis ˈalts.haɪ.mɐ], né le 14 juin 1864 à Marktbreit et mort le 19 décembre 1915 à Breslau, est un médecin psychiatre, neurologue, et neuropathologiste bavarois, connu pour sa description en 1906 de la maladie qui porte son nom.

## Biographie

### Études et premières années
Alois Alzheimer est le deuxième fils d'Eduard Alzheimer (Kassel, 21 mars 1830 - Aschaffenbourg / Bavière,10 décembre 1891), notaire royal de Bavière à Marktbreit, et de Theresia Barbara Busch (Gemünden, 21 avril 1840 - ?), sœur de sa première épouse défunte (Eva-Maria Busch),,.
Après des études secondaires au lycée Kronberg d'Aschaffenbourg (de), il fait ses études de médecine à Berlin, Tübingen et Wurtzbourg, où il passe sa thèse sur les « glandes productrices de cérumen » (Über die Ohrenschmalzdrüsen) en 1888,.
Il se marie en avril 1894 avec Cecille Simonette Nathalie Geisenheimer, née Wallerstein (6 juillet 1860 - 28 février 1901), qui lui a été présentée par Wilhelm Erb lors d'un séjour en Algérie. Ils ont trois enfants : Gertrud (1895), Hans (1896) et Maria (1900).

### Années à Francfort-sur-le-Main (1888-1902)
En décembre 1888, il est nommé médecin à l’Asile municipal pour les maladies mentales et les épileptiques (Städtische Heilanstalt für Irre und Epileptische) de Francfort-sur-le-Main. Il y côtoie notamment le psychiatre Emil Sioli (de) (directeur de l'établissement) et le neurologue Franz Nissl. Ensemble, ils étudient l'anatomie normale et pathologique du cortex cérébral, et publient six volumes de 1904 à 1918,.
Il rencontre également Emil Kraepelin, qui devient un de ses mentors.

### Années à Munich (1903-1912)
Après avoir été son assistant à Heidelberg en 1902, Alzheimer suit Emil Kraepelin à l'Université de Munich en 1903. Il intègre son équipe de chercheurs au sein de la Clinique psychiatrique, où vont se côtoyer Alfons Maria Jakob, Hans Gerhard Creutzfeldt, Fritz Lewy.
En 1904, il publie sa thèse de doctorat : Histologische Studien zur Differentialdiagnose der progressiven Paralyse.
Il devient membre de la Société d'hygiène raciale, fondée en 1905 par, entre autres, Ernst Rüdin et Alfred Ploetz (promoteurs de l'hygiène raciale allemande).
En 1906, Alzheimer écrit un article relatant le premier cas de la maladie qui portera par la suite son nom qui sera publiée l'année suivante en 1907 dans l'Allgemeine Zeitschrift für Psychiatrie  und psychisch-gerichtliche Medizin.
Il fonde l'école de neuropathologie de Munich et est nommé professeur assistant de psychiatrie au Ludwig Maximilian University en 1908, puis professeur de psychiatrie et directeur du Neurologic and Psychiatric Institute of the Silesian Friederich-Wilhelm University à Breslau en juillet 1912.

### Années à Breslau (1912-1915)
Durant un trajet à Breslau en août 1912, il tombe malade et développe une endocardite sub-aiguë. Hospitalisé en février 1913, sa santé se détériore et il décède à l'âge de 51 ans des suites des complications rénales et cardiaques d'un rhumatisme articulaire aigu. Il est enterré au cimetière principal de Francfort, auprès de sa femme.

## Lecas Auguste Deter
Auguste Deter (en) (16 mai 1850 - 8 avril 1906),, est admise à l'hôpital de Francfort le 25 novembre 1901, atteinte d'une démence. Elle est suivie par le Dr Alzheimer jusqu'à sa mort.
En raison du coût de l'hôpital de Francfort, le mari d'Auguste Deter envisage de la transférer vers un centre moins coûteux ; Alois Alzheimer négocie le maintien à Francfort en échange de la possibilité de réaliser l'autopsie cérébrale à Munich après son décès. L'autopsie permet d'y découvrir les anomalies qui deviendront caractéristiques de la maladie : plaques amyloïdes et dégénérescence neurofibrillaire.
Il décrit pour la première fois les symptômes de la dégénérescence corticale et l'analyse histologique du cerveau le 3 novembre 1906, lors de la 37e conférence des psychiatres allemands du Sud-Ouest à Tübingen.
Par la suite, plusieurs autres médecins (Fisher en 1907, Bonfiglio en 1908, Perusini en 1909 qui réétudie le cerveau d'Auguste Deter) vont confirmer sa découverte. Alzheimer publie un deuxième cas identique en 1911 (Johann F.).
C'est le psychiatre renommé Emil Kraepelin, qui est à l'époque responsable de la chaire de psychiatrie de Munich, qui propose en 1910 de désigner ce type de démence par le nom de son collègue.

Alzheimer a fini par concevoir « sa » maladie comme étant principalement caractérisée cliniquement par une démence sévère avec des symptômes instrumentaux, et anatomo-pathologiquement par des dégénérescences neurofibrillaires étendues. Il a eu un débat acharné avec Oskar Fischer, un anatomopathologiste germanophone de Prague, qui a plutôt insisté sur l'importance des plaques neuritiques et de la presbyophrénie en tant que phénotype. Enfin, il faut souligner que les considérations nosologiques de Fischer et Alzheimer ont eu moins d'impact que le manuel de psychiatrie de Kraepelin de 1910, qui faisait la distinction entre la « maladie d'Alzheimer » et la démence sénile, y compris la presbyophrénie. Ce manuel a fortement influencé la recherche sur la démence sénile au début du 20e siècle et a joué un rôle important dans la classification de la démence au cours des décennies suivantes.

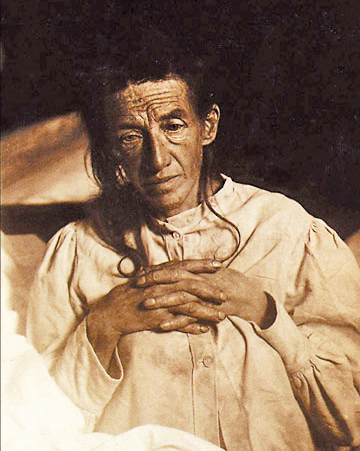
Auguste Deter (1902).

### Découvertes contemporaines
Solomon Carter Fuller a décrit un cas similaire à celui d'Auguste Deter (en) en juin 1906.
Oskar Fischer (en) a décrit 12 cas en 1907.

### Le casAuguste Deter: une authentique maladie d'Alzheimer?
Dans les années 1990, des critiques sur le cas Auguste Deter ont été formulées ; une nouvelle analyse publiée en 1998 a confirmé qu'Auguste Deter a bien eu ce qui est maintenant appelé une maladie d'Alzheimer. Le deuxième cas de Johann F. (1911) a été confirmé par la même équipe.